# 結月
結月（ゆづ）は、日本の占い師、ヒーディングセラピスト、オラクルカード（シンクロニシティカード・ライトストーンカード）セミナー講師。

## 来歴
神社の神主の家系に生まれる。幼少期より不思議な体験を多数経験。霊能者や気功師から、本業として活動した方がよいと助言されるものの、一般企業に就職する。販売スタッフを経て、接客マナーやセールススキルなどの社内外研修講師として教育・育成に携わる。
その後、知人より紹介された占い師に算命学を師事する。テリー・サイモンズとの出会いを通して、「カードを使って人々を癒し、幸せにするように」とのミッションを与えられる。
カードを購入しようと偶然目にしたFUMITO &RICAの「シンクロニシティカード」に惹かれ、マスター資格を取得。その後、一般社団法人シンクロニシティカード協会「協会認定ティーチャー」として活動。大手占い館に所属経験があり、年間2,500人以上を鑑定していた実績を持つ。現在は東京都中目黒の占いサロン羅心盤に所属し、占い師として鑑定を行う。

## 人物・エピソード
- 講師として働いていた時には、初対面の受講生の気質や生い立ちなどを当てる事が多く、受講生から「占い師」と呼ばれることがあった[1]。
- 占術はシンクロニシティカード、ライトストーンカード、算命学、数秘術、スピリチュアルタロット。
- 保有資格はシンクロニシティカードマスター・フュージョンマスター・シンクロニシティカードティーチャー（一般社団法人シンクロニシティカード協会）、メンタル心理ヘルスカウンセラー・夫婦心理カウンセラー（日本メディカル心理セラピー協会）、メンタル心理インストラクター（日本インストラクター技術協会）、家族心理カウンセラー（日本生活環境支援協会）、その他カラーセラピストやエッセンシャルオイルスタイリストの資格も有する[5]。
- 2022年に「スピネス」（スピリチュアル×パピネス、スピリチュアル×ビジネスの造語）、2023年に「ヒーディング」（ヒーリング×リーディング）を商標登録[6][7][8]。

## メディア出演

### 書籍
- 『CREA』Spring 2022年  vol.371（文藝春秋）「今こそ、生活を充実させる時！QOLを上げて、余裕のある日常を！」特集
- 『シンクロニシティカード《完全活用》バイブル』FUMITO&LICA（ヒカルランド）「事例紹介」2022年

### YouTube
- ぷりんっと魂チャンネル「初登場メンバーを加えてみんなでリーディングしてみた」2022年11月16日
- ねばねば【NEBA NEBA】「【驚愕】人生で初めて占いをやってみたら○○運がすごかった」2023年2月3日
- ちゃんねるトッシー「【婚活】人気占い師にマッチングアプリを使うなと助言されました」2023年9月